# Ewald Ombre
Ewald Stanley (Ewald) Ombre (13 september 1941 – 7 maart 2024) was een Surinaams jurist. Hij was griffier en later rechter bïj het Surinaamse Hof van Justitie. Rond 2010 was hij vicepresident en president van dit Hof.

## Biografie
Ewald Ombre werkte vanaf 1973 bij de rechterlijke macht, waarvan de eerste jaren als griffier. In 1980 trad hij toe als lid-plaatsvervanger van het Hof van Justitie en in 1982 als lid. In 2008 werd hij benoemd tot vicepresident en in 2009 tot president van het Hof. Op 10 juni van dat jaar legde hij de eed af ten overstaan van president Ronald Venetiaan. Hij vervulde deze functie tot aan zijn pensioen in september 2011 op 70-jarige leeftijd.
Hij was in 2009 de opvolger van John von Niesewand, die in 2003 was begonnen met de modernisering en verzelfstandiging van de rechterlijke macht. Ombre zette dit proces voort. Ook ondernam hij actie tegen de onderbezetting, met als resultaat dat het aantal van negen rechters uitgebreid werd naar achttien. Hij werd in 2021 door president Santokhi onderscheiden als Grootofficier in de Ereorde van de Palm.
Tweeënhalf jaar later, op 7 maart 2024, overleed hij na een kort ziekbed. Ewald Ombre is 82 jaar oud geworden.